# Calendas
As calendas, no antigo calendário romano, eram o primeiro dia de cada mês quando ocorria a Lua nova. Havia três dias fixos: as calendas, as nonas (quinto ou sétimo dia, de acordo com o mês) e idos (13.º ou 15.º dia, conforme o mês). Dos idos é que provém a expressão "nos idos de setembro" para expressar uma data para a segunda metade do mês.
É desta palavra que se originou o termo calendário e a expressão calendas gregas, representando um dia que jamais chegará, pois era inexistente no calendário grego.